# Pareulype consanguinea
Pareulype consanguinea là một loài bướm đêm trong họ Geometridae.